# Paul Hofhaimer
Paul Hofhaimer, także Hoffhaimer, Hofhaymer, Hofheimer, Hoffheimer (ur. 25 stycznia 1459 w Radstadt, zm. 1537 w Salzburgu) – austriacki kompozytor i organista.

## Życiorys
Dokładna data jego urodzenia znana jest z dzieła astrologa Johannesa Garcaeusa. Wykształcenie muzyczne przypuszczalnie otrzymał na dworze cesarza Fryderyka III w Grazu. Od 1478 roku działał na dworze księcia Tyrolu Zygmunta w Innsbrucku, gdzie w 1480 roku otrzymał dożywotnio stanowisko nadwornego organisty. W 1486 roku odwiedził Frankfurt nad Menem. Od 1489 roku działał na dworze Maksymiliana I, w 1507 roku przeniósł się wraz z nim do Augsburga. Wiele podróżował, bywał na dworze księcia saskiego Fryderyka III Mądrego w Torgau. W 1515 roku grał na organach w wiedeńskiej katedrze św. Szczepana podczas uroczystości zaślubin wnuków cesarza z dziećmi króla Węgier Władysława Jagiellończyka. Został wówczas przez Jagiellończyka pasowany na rycerza, a przez Maksymiliana wyniesiony do stanu szlacheckiego. Po śmierci cesarza w 1519 roku przeniósł się do Salzburga, gdzie działał jako organista w katedrze oraz na dworze arcybiskupa.
Utrzymywał kontakty z najważniejszymi muzykami swoich czasów, takimi jak Heinrich Isaac i Arnolt Schlick, obracał się też w gronie humanistów: Konrada Celtisa, Joachima Vadiana, Lusciniusa i Paracelsusa. W 1516 roku spotkał się w Torgau z Lucasem Cranachem starszym, który namalował jego portret. Projektował organy, m.in. do kaplicy Fuggerów w kościele św. Anny w Augsburgu. Miał liczne grono uczniów.
Komponował utwory organowe oraz pieśni świeckie do tekstów w języku niemieckim. Spośród jego dzieł zachowały się nieliczne: Recordare i Salve Regina na organy oraz zbiór Harmoniae poeticae (wyd. Norymberga 1539), zawierający 35 pieśni do tekstów Horacego, Wergiliusza, Marcjalisa, Katullusa, Prudencjusza i Gundeliusa. Większość pieśni Hofhaimera ma budowę trzyczęściową w formie AAB, gdzie dwie pierwsze części mają fakturę polifoniczną, ostatnia natomiast akordową. Utwory kompozytora znane są w wielu wersjach: na zespoły wokalne, głos wokalny z towarzyszeniem instrumentu oraz organy i lutnię. W Polsce transkrypcje jego pieśni zachowały się w tabulaturze z kościoła św. Ducha w Krakowie z 1548 roku.